# Endlicheria tomentosa
Endlicheria tomentosa är en lagerväxtart som beskrevs av Chanderb.. Endlicheria tomentosa ingår i släktet Endlicheria och familjen lagerväxter. Inga underarter finns listade i Catalogue of Life.